# Renia heliusalis
Renia heliusalis là một loài bướm đêm trong họ Noctuidae.